# Чедомир Игњачевић
Чедомир Игњачевић је био први лекар здравствене задруге у Вранићу, основане 1933. године. Живео је у кући проте Милоша Јоксића, где се налазила и амбуланта и апотека. Поред лечења болесника, држао је и предавања о хигијени, искорењивао вашљивост, вакцинисао школску децу. На његову иницијативу изграђени су артешки бунари код обе школе у Вранићу.
Службовао је у Вранићу до краја 1935. године.

## Галерија
- Прва апотека у Вранићу
- Милутин Стојановић-Биља, свештеник из Вранића (у средини), Чедомир Игњачевић, први лекар у Вранићу (десно од свештеника) и Радомир Обрадовић, учитељ (лево од свештеника) 1934. године